# 菅平高原スキー場
菅平高原スキー場（すがだいらこうげんスキーじょう）は、長野県上田市（旧真田町）の菅平高原にあるスキー場である。
大小いくつかの会社により運営されているが、全体を「菅平高原スノーリゾート」と称している。

## 概要
1928年 (昭和3年) 1月開設。全体的に中・緩斜面が多く、小さな丘陵地に複数のコースを配している。そのためエリアの広さに反して標高差や滑走距離は長くはない。
晴天率が高く (2006年頃のデータで68%)雪の量は多くないが、菅平高原は2012年2月に本州での観測史上最低気温となるマイナス29.2℃を記録したことがあるほどの低温になる場所であり、人工降雪機によりカバーしている。
かつては日本では珍しいヘリスキーがあり、根子岳山頂から全長6 km (山頂から奥ダボスまでは3km)のロングクルージングが楽しめた。現在ではヘリスキーは行われていないが、根子岳山頂部標高2,170 m地点までのスノーキャット(雪上車)ツアーが行われており、ヘリスキーとほぼ同じコースを滑走可能である。ヘリスキー時代も現在のスノーキャットツアーの場合も、滑走コースは圧雪されている。
首都圏から日帰りも可能なエリアではあるが、多くのホテル・ペンションが存在し滞在型の客の割合が高い。特に学生の誘致に積極的で、平日などは多くの小中学生等の学生で賑わっている。

## ゲレンデ
おもにダボス・太郎・パインビークの3つのエリアからなり、パインビークはオオマツエリアとつばくろエリアに分かれている。それぞれ異なる山となっている。太郎とダボス間、オオマツとつばくろの間はなんとかスケーティングで移動は可能であるが、ダボス・太郎エリアとパインビークエリアは麓をへだてた向こう側なので、車などでないと移動ができない。
- ダボスエリア：根子岳の裾野にあるエリアで上級者コースはない。
  - 表ダボスゲレンデ…幅が広く滑りやすい中斜面。ハンネス・シュナイダーがスイスのダボスに似ていることから、「日本ダボス」と名づけたとされる。
  - 裏ダボスゲレンデ
  - 奥ダボスゲレンデ…景色が良く、晴れた日には北アルプスを望むことができる。根子岳スノーキャットツアーは奥ダボスからとなる。
  - シュナイダーゲレンデ…ハンネス・シュナイダー記念碑がある。スイスのダボス町と姉妹都市を結んだ年に建設された塔があり、内部はダボス町の土地である（ダボス町には旧真田町の塔がある）。
- 太郎エリア：太郎山と呼ばれる山に扇状に広がるコース。ロングコースはないが変化に富んだコースが楽しめる。中級者向けのコースが多い。
  - 太郎ゲレンデ…初心者の練習に最適な太郎ロングコース。
  - 裏太郎ゲレンデ…菅平高原の看板コース、シーハイルコースがある。一枚バーンでとても滑りやすい。
  - 白金ゲレンデ
  - 天狗ゲレンデ
  - 日の出ゲレンデ…菅平高原唯一のナイターゲレンデ。
- パインビーク (PINE BEAK）エリア:大松山・つばくろ山の東斜面にあるエリア。以前は単にオオマツ・ツバクロスキー場と称したり、「ホワイトダボス」エリアと称していた時期もある。
  - オオマツエリア:菅平エリアでは一番標高差を楽しめる。前述のとおり、オオマツ、つばくろ間はスケーティングが必要のため、初心者の移動は困難である。上へ行くほど急斜面になる。スキー場で最も斜度のあるチャレンジコース、全日本スキー連盟公認試合のチャンピオングランプリコースが行われた。国際大会は主にここで開催される。晴れた日には富士山も見える。
  - つばくろエリア：大松山の北隣、つばくろ山の尾根にあるコースで、全日本アルペンナショナルチームが国際試合に利用したポールバーンが自慢のゲレンデである。急斜面の割合が高く、スキーの上級者がめだつ。菅平のなかでは比較的すいているエリアである。

## 施設
- リフトはクワッド4基、トリプル7基、ペア8基: 計19基
- パークは、裏ダボス・日の出・オオマツに設置。
- 2013-2014シーズンからダボス・太郎エリアではSKIDATA社のICカード式リフトゲートシステムを採用している。
- 大小いくつかの会社が運営するゲレンデの集合であるため、いわゆる「センターハウス」的な存在が無い。
- 各エリアを回るシャトルバスが運行されている(有料)。

## アクセス
- 上信越自動車道：上田菅平ICから20 km
- 上信越自動車道：須坂長野東ICから22 km
- 北陸新幹線上田駅から上田バス菅平高原線: 大人(12歳以上)500円, 子供250円[要出典]

## 営業時間
- 全日 ----- 8:30 - 16:30 12月・1月,   8:30 - 17:00 2月・3月
- ナイター -- 18:00 - 21:00（原則 金・土曜日営業）

## ゲレンデ斜面状況
- 初級60%, 中級30%, 上級10%

## 経営
ダボス・太郎エリアの運営は、
- 日の出・天狗ゲレンデ(日の出・天狗リフト) - 株式会社菅平スキーハウス
- 奥ダボスゲレンデ（奥ダボス第1・第2・第3リフト)、根子岳スノーキャットツアー - 上田リゾート観光株式会社
- シュナイダーゲレンデ (シュナイダーリフト) - シュナイダー索道合同会社
- その他のゲレンデ (リフト7基) - ハーレスキーリゾート

となっている。
ダボス・太郎エリアの半分ほど(表ダボス・裏ダボス・裏太郎・表太郎・白金)を運営するハーレスキーリゾートは、かつては菅平観光という社名であった。上田交通の傘下だったが、2015年に日本スキー場開発に売却されている。
パインビークエリアを運営する菅平大松山開発株式会社は、2009年、株式会社マックアースに買収された。
全山共通リフト券・シーズン券が販売されているが、ダボス・太郎エリアと、パインビークエリアとではリフト券システムが異なるため、エリア移動の際にチケット交換が必要となっている。